# Carnaubal
Carnaubal est une municipalité brésilienne de État du Ceará. En 2010, elle compte 16 746 habitants.

## Source
- (pt) Cet article est partiellement ou en totalité issu de l’article de Wikipédia en portugais intitulé « Carnaubal (Ceará) » (voir la liste des auteurs).